# Bromelia palmeri
Bromelia palmeri är en gräsväxtart som beskrevs av Carl Christian Mez. Bromelia palmeri ingår i släktet Bromelia och familjen Bromeliaceae. Inga underarter finns listade i Catalogue of Life.